# TISPAN
TISPAN (acrònim de Telecommunication and Internet Converged Services and Protocols for Advanced Networks) és un organisme d'estandardització que forma part de l'ETSI, especialitzat en xarxes fixes i de convergència d'internet. TISPAN va ser creada el 2003 amb la fusió del organismes ETSI : TIPHON (Telecommunications and Internet Protocol Harmonization Over Networks) i SPAN (Services and Protocols for Advanced Networks). L'objectiu del TISPAN és de definir l'estratègia europea quant a NGN (xarxes de propera generació).

## Estructura
S'organitzen en grups de treball (Working Group) :
- WG1 : en aquest grup s'administren els estudis relacionats amb els serveis i aplicacions de NGN en relació amb els usuaris.
- WG2 : Aquest grup, en general, s'encarrega de la part relacionada amb l'arquitectura. de xarxa.
- WG3 : El grup WG3 s'encarrega de tot el relacionat amb els protocols.
- WG4 : La funció d'aquest grup és la de coordinar els diferents treballs realitzats per la resta de grups de treball camb la fi de poder donar suport a altres cossos de l'ETSI.
- WG5 : és el grup responsable de valorar els possibles impactes en l'entorno del client.
- WG6 : el grup s'encarrega del manteniment i la coordinació de la part d'assaig per a la telefonia de nova generació.
- WG7 : en aquest grup s'encarreguen de la part de seguretat.

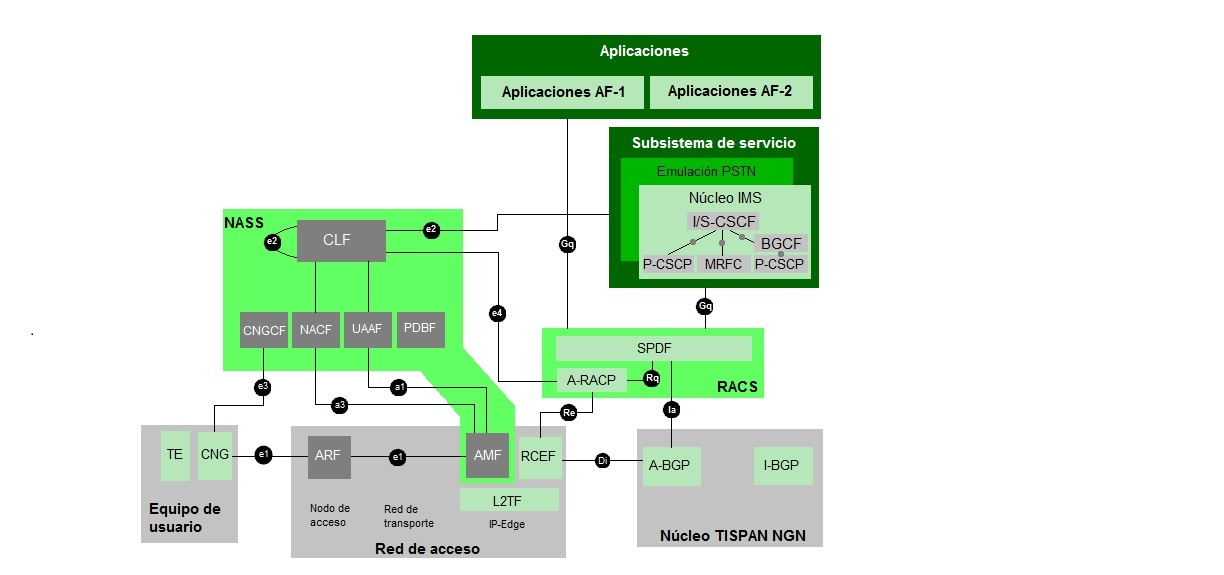
Fig.1 Arquitectura TSPAN

- Fig.1 Arquitectura TSPANWG8 :  dirigeix els estudis que es dediquen a la gestió de xarxa de les xarxes de pròxima generació.

## Xarxes de nova generació TISPAN
| Versió | Data          | Descripció                                          |
| ------ | ------------- | --------------------------------------------------- |
| 1      | desembre 2005 | Especificacions bàsiques i fonaments d'arquitectura |
| 2      | inicis 2008   | Suport de serveis IPTV sobre IMS                    |
| 3      | 2008          | Millores IPTV i CDN                                 |